# قنات ابراهیم
قنات ابراهیم، روستایی در دهستان ارژنگ بخش باغ صفا شهرستان سرچهان در استان فارس ایران است. این روستا، مرکز دهستان ارژنگ است.

## جمعیت
بر پایه سرشماری عمومی نفوس و مسکن در سال ۱۳۹۵، جمعیت این روستا برابر با ۵۹۱ نفر (۱۷۶ خانوار) بوده است.